# Esporulación
La esporulación es un tipo de reproducción asexual que tiene como medio de reproducción tanto esporas como endosporas. De cada organismo, la esporulación se puede ver favorecida o desencadenada por circunstancias medioambientales adversas, como falta de disponibilidad de nutrientes o de luz; o puede ser parte del ciclo de vida normal durante la reproducción. La bacteria Bacillus subtilis y el hongo del pan Neurospora crassa se usan frecuentemente en el laboratorio como organismos modelo en los estudios de esporulación.En los animales la meiosis produce gametos, pero en las plantas y en hongos, en cambio produce esporas.
Las esporas son estructuras resistentes, constan de una sola célula protegida por una gruesa envoltura que les permite resistir condiciones ambientales desfavorables

## Esporulación en hongos
El procedimiento de esporulación en hongos sigue una serie de etapas:
1. Se duplica el material genético (ADN) mediante mitosis.
2. Comienza a formarse el septo de la espora y va aislando el ADN recién replicado junto a una pequeña porción de citoplasma.
3. La membrana plasmática comienza a rodear el ADN, el citoplasma y la membrana aislada.
4. El septo de la espora rodea la porción aislada formándose la forespora.
5. Se forma una capa de peptidoglicano entre las membranas. Donde aparece como un cuerpo refractario rico en Dipicolinato de Calcio.
6. La espora se recubre de una cubierta de resistencia.
7. Esporulación: liberación de la endospora de la célula al medio, por lisis celular.
8. Durante el proceso de esporulación se llevan a cabo una serie de cambios químicos y físicos que dan lugar a cambios morfológicos en la espora.
Este proceso de reproducción consiste en la división del núcleo en diferentes partes, las cuales se rodean por el citoplasma y de esta forma se produce la conformación de esporas, este proceso de reproducción se produce asexualmente por medio de mitosporas y en la culminación de un proceso de reproducción sexual por medio de esporulación meiónica. Este proceso es un proceso de diferenciación celular con el fin de la generación de esporas y su expulsión al ambiente, este tipo de reproducción se produce en hongos, amebas, líquenes, casos específicos de bacterias, protozoos esporofitos y frecuentemente en vegetales.

## Esporulación en las plantas
Algunas plantas son capaces de reproducirse bajo este sistema teniendo incluso partes encargadas de la formación de esporas: esas regiones se conocen como esporángios y están ubicados en el envés de la hoja, que se encarga de la producción de esporas. Estas plantas alternan el mecanismo de reproducción con una reproducción sexuada de tal manera que los hijos pueden ser producidos tanto por reproducción sexual y asexual.
Se forman esporas con el materia genético , y cuando estas están listas se expulsan al ambiente donde crecen y originan nuevos organismos

## Control de la esporulación
Dependiendo de cada organismo esporulador, la esporulación se puede ver favorecida o desencadenada por circunstancias medioambientales adversas, como falta de disponibilidad de nutrientes o de luz; o puede ser parte del ciclo de vida normal durante la reproducción.
La bacteria Bacillus subtilis y el hongo del pan Neurospora crassa se usan frecuentemente en el laboratorio como organismos modelo en los estudios de esporulación.

### Esporulación en bacterias
El proceso de esporulación en bacterias sigue una serie de etapas: 
1. Se produce una duplicación del material genético (ADN). 
2. Comienza a formarse el septo de la espora y va aislando el ADN recién replicado junto a una pequeña porción de citoplasma.
3. La membrana plasmática comienza a rodear el ADN, citoplasma y membrana aislada en el paso 2.
4. El septo de la espora rodea la porción aislada formándose la forespora.
5. Se forma una capa de peptidoglicano entre las membranas. 
6. La espora se recubre de una cubierta de resistencia. 
7. Liberación de la endospora de la célula al medio, en ocasiones a este paso también se le denomina esporulación. Durante el proceso de esporulación se llevan a cabo una serie de cambios químicos y físicos que dan lugar a cambios morfológicos en la espora.